# لويز هنريكي سانتوس
لويز هنريكي سانتوس (بالبرتغالية: Luiz Henrique Santos‏) (24 أغسطس 1987 في البرازيل - ) هو لاعب كرة قدم برازيلي في مركز الهجوم. لعب مع نادي غوياس.

## وصلات خارجية
- لويز هنريكي سانتوس على موقع قاعدة بيانات كرة القدم.إي يو (الإنجليزية)